# Tetramorium lucidulum
Tetramorium lucidulum är en myrart som beskrevs av Menozzi 1933. Tetramorium lucidulum ingår i släktet Tetramorium och familjen myror. Inga underarter finns listade i Catalogue of Life.